# Lygromma tuxtla
Lygromma tuxtla är en spindelart som beskrevs av Norman I. Platnick 1978. Lygromma tuxtla ingår i släktet Lygromma och familjen Prodidomidae. Inga underarter finns listade i Catalogue of Life.